# Avengers: Infinity War
Avengers: Infinity War is een Amerikaanse superheldenfilm van Marvel Studios uit 2018, geregisseerd door Anthony en Joe Russo. Het is de negentiende film in het Marvel Cinematic Universe en de derde Avengers-film.
De film draait om de strijd tussen de Avengers en de intergalactische superschurk Thanos die alle Infinity-stenen probeert te bemachtigen.

## Verhaal
Na de Power Stone te hebben bemachtigd op de planeet Xandar, onderscheppen Thanos en zijn handlangers — Ebony Maw, Corvus Glaive, Proxima Midnight en Cull Obsidian, beter bekend als de Black Order — het ruimteschip met de overlevenden van de vernietiging van Asgard. Nadat ze Thor en Hulk hebben overmeesterd, halen ze de Space Stone uit de Tesseract, die Loki hen aanbiedt. Heimdall stuurt Hulk naar de aarde met de Bifrost, waarna Thanos hem vermoordt. Nadat hij ook Loki doodt voor de ogen van Thor, vertrekt Thanos met zijn handlangers en vernietigt hij het schip.
Hulk crasht in het Sanctum Sanctorum in New York, waar hij terug verandert in Bruce Banner. Hij waarschuwt Doctor Stephen Strange en Wong over Thanos en zijn plan om de helft van het leven in het universum te vernietigen. Strange rekruteert Tony Stark (Iron Man), maar vrijwel direct arriveren Maw en Obsidian om de Time Stone van Strange af te nemen. Dit trekt de aandacht van Peter Parker (Spider-Man), die samen met Stark het ruimteschip achtervolgt van Maw, die Strange gevangen heeft genomen. Banner neemt contact op met Steve Rogers (Captain America), terwijl Wong achterblijft om de Sanctum te bewaken. In Schotland worden Vision en Wanda Maximoff (Scarlet Witch) overvallen door Glaive en Midnight, die de Mind Stone uit Visions voorhoofd proberen te halen. Rogers, Natasha Romanoff (Black Widow) en Sam Wilson (Falcon) zijn net op tijd om hen te redden, en zoeken onderdak bij James "Rhodey" Rhodes (War Machine) in het hoofdkwartier van de Avengers. Vision biedt aan zichzelf op te offeren door Maximoff de Mind Stone te laten vernietigen, om daarmee te voorkomen dat Thanos hem bemachtigt. Rogers stelt echter voor om naar Wakanda te reizen, waar mogelijk de middelen zijn om de steen te verwijderen zonder Vision te vernietigen.
De Guardians of the Galaxy reageren op een noodoproep van het schip van de Asgardians en vinden een bewusteloze Thor tussen de wrakstukken. Thor vermoedt dat Thanos op zoek is naar de Reality Stone, die in het bezit is van de Collector op de planeet Knowhere. Rocket en Groot vergezellen Thor naar Nidavellir, waar ze samen met Eitri een strijdbijl smeden die Thanos zou moeten kunnen doden. Peter Quill, Gamora, Drax en Mantis komen er op Knowhere achter dat Thanos de Reality Stone al bemachtigd heeft. Thanos ontvoert Gamora, zijn adoptiedochter, die de locatie van de Soul Stone onthult om de marteling van haar adoptiezus Nebula te stoppen. Thanos en Gamora reizen naar Vormir, waar de Red Skull, bewaarder van de steen, onthult dat de steen enkel bemachtigd kan worden door een geliefde op te offeren. Met tegenzin gooit Thanos Gamora van het klif, wat haar doodt en hem de Soul Stone oplevert.
Nebula ontsnapt en zoekt contact met de Guardians om haar te treffen op de planeet Titan, Thanos’ vernietigde thuiswereld. Ondertussen bevrijden Stark en Parker de gevangen Strange, door Maw uit het schip te werpen, hetgeen hem doodt. Nadat ze op Titan aankomen, ontmoeten ze Quill, Drax en Mantis, en bedenken ze een plan om Thanos’ Infinity Gauntlet af te nemen nadat Strange de Time Stone heeft gebruikt om de enige uit miljoenen toekomsten te zien waarin Thanos verliest. De groep bedwingt Thanos na diens aankomst op Titan, totdat Nebula erachter komt dat Thanos Gamora heeft vermoordt en een woedende Quill wraak wil nemen. Daardoor raken ze hun greep op Thanos kwijt en overmeestert Thanos, inmiddels in bezit van vier stenen, de groep. Strange offert de Time Stone op, in ruil voor het in leven laten van Stark. Thanos teleporteert naar de aarde.
In Wakanda wordt Rogers herenigd met Bucky Barnes, voordat het leger van Thanos binnenvalt. De Avengers, T'Challa (Black Panther) en het leger van Wakanda verdedigen de stad terwijl Shuri de Mind Stone van Vision probeert los te maken. Net als de Avengers dreigen te verliezen, arriveren Thor, Rocket en Groot en weten ze het tij te keren: Midnight, Glaive en Obsidian worden gedood en het leger teruggedrongen. Thanos komt echter aan op Wakanda om de laatste steen, de Mind Stone, uit Vision te halen. De Avengers proberen Thanos te bevechten om tijd te rekken, zodat Wanda de Mind Stone kan vernietigen, hetgeen ook lukt. Ondanks alle moeite, gebruikt Thanos de Time Stone om de tijd terug te draaien en Vision terug tot leven te wekken. Hij verwijdert de Mind Stone agressief, waardoor Vision sterft. Thanos activeert de met alle zes de stenen complete Gauntlet en teleporteert.
Thanos' plan komt uit, en de helft van al het leven in het universum houdt op te bestaan en gaat tot ontbinding over, waaronder Barnes, Groot, T'Challa, Maximoff, Wilson, Mantis, Drax, Quill, Strange en Parker. Stark en Nebula zijn de enige overlevenden op Titan, terwijl Rogers, Thor, Romanoff, Banner, Rocket, Okoye en Rhodes verbijsterd achterblijven op het slagveld in Wakanda. Op een andere planeet rust een gewonde Thanos uit, zijn missie volbracht.
In een post-credits scène sturen Nick Fury en Maria Hill een noodsignaal voordat zij, net als vele anderen, ook uit elkaar vallen. Het apparaat toont een sterinsigne met een rood-blauwe achtergrond. Dit logo verwijst naar de superheld Carol Danvers, beter bekend als Captain Marvel.

## Rolverdeling
| Acteur                 | Rol                              | Opmerking                                                                    |
| ---------------------- | -------------------------------- | ---------------------------------------------------------------------------- |
| Josh Brolin            | Thanos                           |                                                                              |
| Robert Downey jr.      | Tony Stark / Iron Man            |                                                                              |
| Chris Hemsworth        | Thor                             |                                                                              |
| Mark Ruffalo           | Bruce Banner / Hulk              |                                                                              |
| Chris Evans            | Steve Rogers / Captain America   | Vertoont gelijkenissen met zijn alternatieve identiteit Nomad uit de strips. |
| Scarlett Johansson     | Natasha Romanoff / Black Widow   |                                                                              |
| Don Cheadle            | James Rhodes / War Machine       |                                                                              |
| Benedict Cumberbatch   | Stephen Strange / Doctor Strange |                                                                              |
| Tom Holland            | Peter Parker / Spider-Man        |                                                                              |
| Chadwick Boseman       | T'Challa / Black Panther         |                                                                              |
| Chris Pratt            | Peter Quill / Star-Lord          |                                                                              |
| Zoe Saldana            | Gamora                           |                                                                              |
| Karen Gillan           | Nebula                           |                                                                              |
| Tom Hiddleston         | Loki                             |                                                                              |
| Paul Bettany           | Vision                           |                                                                              |
| Elizabeth Olsen        | Wanda Maximoff / Scarlet Witch   |                                                                              |
| Anthony Mackie         | Sam Wilson / Falcon              |                                                                              |
| Sebastian Stan         | Bucky Barnes / Winter Soldier    |                                                                              |
| Idris Elba             | Heimdall                         |                                                                              |
| Danai Gurira           | Okoye                            |                                                                              |
| Peter Dinklage         | Eitri                            |                                                                              |
| Benedict Wong          | Wong                             |                                                                              |
| Pom Klementieff        | Mantis                           |                                                                              |
| Dave Bautista          | Drax the Destroyer               |                                                                              |
| Vin Diesel             | Groot                            | Stem                                                                         |
| Bradley Cooper         | Rocket Raccoon                   | Stem                                                                         |
| Gwyneth Paltrow        | Virginia 'Pepper' Potts          |                                                                              |
| Benicio del Toro       | Taneleer Tivan / The Collector   |                                                                              |
| William Hurt           | Thaddeus Bolt                    |                                                                              |
| Letitia Wright         | Shuri                            |                                                                              |
| Terry Notary           | Cull Obsidian                    | Notary deed ook de motion capture voor Teen Groot.                           |
| Tom Vaughan-Lawlor     | Ebony Maw                        |                                                                              |
| Carrie Coon            | Proxima Midnight                 |                                                                              |
| Michael James Shaw     | Corvus Glaive                    |                                                                              |
| Ross Marquand          | Red Skull                        | Vervanging van acteur Hugo Weaving.                                          |
| Winston Duke           | M'Baku                           |                                                                              |
| Florence Kasumba       | Ayo                              |                                                                              |
| Kerry Condon           | F.R.I.D.A.Y.                     | Stem                                                                         |
| Stan Lee               | Buschauffeur                     | Cameo                                                                        |
| Jacob Batalon          | Ned Leeds                        |                                                                              |
| Ariana Greenblatt      | Jonge Gamora                     |                                                                              |
| Tiffany Espensen       | Cindy Moon                       |                                                                              |
| Isabella Amara         | Sally Avril                      |                                                                              |
| Ethan Dizon            | Tiny McKeever                    |                                                                              |
| Michael Barbieri       | Charles Murphy                   |                                                                              |
| Ameenah Kaplan         | Gamora's moeder                  |                                                                              |
| Sean Gunn              | Rocket Raccoon                   | Motion capture                                                               |
| Monique Ganderton      | Proxima Midnight                 | Motion capture                                                               |
| Janeshia Adams-Ginyard | Nomble                           |                                                                              |
| Zola Williams          | Yama                             |                                                                              |
| Kenneth Branagh        | Asgardiaanse Omroeper            |                                                                              |
| Samuel L. Jackson      | Nick Fury                        | Post-credit scene                                                            |
| Cobie Smulders         | Maria Hill                       | Post-credit scene                                                            |

## Achtergrond

### Ontwikkeling
De film werd in oktober 2014 aangekondigd door Marvel. In 2015 maakte de studio bekend dat Anthony en Joe Russo, die eerder Captain America: Civil War regisseerden, ook de regie van de derde Avengers-film voor hun rekening zouden nemen.

### Opnames
De hoofdopnames gingen op 23 januari 2017 van start onder de werktitel Mary Lou in de Pinewood Atlanta Studios. In februari verhuisde de productie naar Schotland voor opnames in Glasgow, Edinburgh en de Schotse Hooglanden. In juni 2017 werden er opnames gemaakt in Atlanta. De maand daarop vonden er opnames plaats in Queens, New York.
De hoofdopnames werden op 14 juli 2017 afgesloten.

## Ontvangst

### Critici
Op Rotten Tomatoes behaalt de film een Certified Fresh rating van 85%, gebaseerd op 487 recensies met een gemiddelde van 7,5/10.
Metacritic komt op een score van 68/100, gebaseerd op 53 recensies.

### Publieksreactie
Op CinemaScore, die zijn rating baseert op enquêtes die de site afneemt aan bioscopen en zo garandeert dat de bevraagden de film daadwerkelijk gezien hebben, behaalt de film een A rating.

### Opbrengsten
Analisten voorspelden aan de hand van de kaartvoorverkoop dat de film in zijn openingsweekend in Noord-Amerika rond de 235 miljoen dollar zou opbrengen.
De film ging in zijn thuismarkt Noord-Amerika (Verenigde Staten plus Canada) op vrijdag 27 april 2018 in 4.474 bioscopen in première. Op de openingsdag (inclusief laatavondvoorvertoningen op donderdag) bracht de film zo'n 106 miljoen dollar op, de op een na beste opening ooit na Star Wars: The Force Awakens. In zijn totale openingsweekend in Noord-Amerika bracht de film ca. 257 miljoen dollar op, waarmee het The Force Awakens van de troon stootte als film met het beste openingsweekend ooit.
Wereldwijd bracht de film in zijn openingsweekend zo'n 640 miljoen dollar op. Dit was een opbrengstrecord dat kort daarvoor nog in handen was van The Fate of the Furious (Fast & Furious 8).
In zijn tweede weekend in Noord-Amerika was er aan de kassa een terugval van 56% ten opzichte van het eerste weekend, waardoor de film in zijn tweede weekend ca. 112 miljoen dollar opbracht. Hiermee had de film het op één na beste tweede weekend op zijn naam staan, achter The Force Awakens met 149 miljoen dollar en voor Black Panther met 111 miljoen dollar.
In het weekend van Moederdag overschreed de film binnen elf dagen internationaal de grens van 1 miljard dollar, wat nooit eerder zo snel was gebeurd. Dit record werd een jaar later door de vervolgfilm Avengers: Endgame binnen vijf dagen verbroken. Na drie weken in de bioscoop had de film wereldwijd 1,6 miljard dollar opgebracht. Op 12 juni 2018 overschreed de film internationaal de grens van 2 miljard dollar, waarmee hij de vierde film ter wereld was die deze grens was gepasseerd. Tevens was het de op één na snelste film die de 2 miljard dollar bereikte.

## Prijzen en nominaties
| Jaar | Award                      | Categorie                  | Ontvanger(s)                                                        | Uitslag     | Referenties |
| ---- | -------------------------- | -------------------------- | ------------------------------------------------------------------- | ----------- | ----------- |
| 2018 | Golden Trailer Award       | Beste actie                | "Millions" (Mocean)                                                 | Genomineerd | [ 12 ]      |
| 2018 | Golden Trailer Award       | Beste trailer              | "Balance" (Mocean)                                                  | Genomineerd | [ 12 ]      |
| 2018 | Golden Trailer Award       | Beste online score         | "Millions" (Mocean)                                                 | Genomineerd | [ 12 ]      |
| 2018 | MTV Movie & TV Awards      | Beste film                 | Avengers: Infinity War                                              | Genomineerd | [ 13 ]      |
| 2018 | MTV Movie & TV Awards      | Beste vijand               | Josh Brolin                                                         | Genomineerd | [ 13 ]      |
| 2018 | MTV Movie & TV Awards      | Beste gevecht              | Scarlett Johansson, Danai Gurira, Elizabeth Olsen tegen Carrie Coon | Genomineerd | [ 13 ]      |
| 2018 | People's Choice Award      | Beste film uit 2018        | Avengers: Infinity War                                              | Gewonnen    | [ 14 ]      |
| 2018 | People's Choice Award      | Beste actiefilm uit 2018   | Avengers: Infinity War                                              | Gewonnen    | [ 14 ]      |
| 2018 | People's Choice Award      | Beste acteur 2018          | Chris Hemsworth                                                     | Genomineerd | [ 14 ]      |
| 2018 | People's Choice Award      | Beste acteur 2018          | Robert Downey jr.                                                   | Genomineerd | [ 14 ]      |
| 2018 | People's Choice Award      | Beste actrice uit 2018     | Scarlett Johansson                                                  | Gewonnen    | [ 14 ]      |
| 2018 | People's Choice Award      | Beste acteur in actiefilm  | Chris Hemsworth                                                     | Genomineerd | [ 14 ]      |
| 2018 | Teen Choice Award          | Beste actiefilm            | Avengers: Infinity War                                              | Gewonnen    | [ 15 ]      |
| 2018 | Teen Choice Award          | Beste acteur in actiefilm  | Chris Evans                                                         | Genomineerd | [ 15 ]      |
| 2018 | Teen Choice Award          | Beste acteur in actiefilm  | Robert Downey jr.                                                   | Gewonnen    | [ 15 ]      |
| 2018 | Teen Choice Award          | Beste acteur in actiefilm  | Tom Holland                                                         | Genomineerd | [ 15 ]      |
| 2018 | Teen Choice Award          | Beste actrice in actiefilm | Elizabeth Olsen                                                     | Genomineerd | [ 15 ]      |
| 2018 | Teen Choice Award          | Beste actrice in actiefilm | Scarlett Johansson                                                  | Gewonnen    | [ 15 ]      |
| 2018 | Teen Choice Award          | Beste actrice in actiefilm | Zoë Saldana                                                         | Genomineerd | [ 15 ]      |
| 2018 | Teen Choice Award          | Beste vijand in de film    | Josh Brolin                                                         | Genomineerd | [ 15 ]      |
| 2018 | Teen Choice Award          | Beste kusscene             | Chris Pratt en Zoë Saldana                                          | Genomineerd | [ 15 ]      |
| 2018 | Teen Choice Award          | Beste driftbui             | Mark Ruffalo                                                        | Genomineerd | [ 15 ]      |
| 2019 | Critics' Choice Awards     | Beste actiefilm            | Avengers: Infinity War                                              | Genomineerd | [ 16 ]      |
| 2019 | Critics' Choice Awards     | Beste visuele effecten     | Avengers: Infinity War                                              | Genomineerd | [ 16 ]      |
| 2019 | Satellite Awards           | Beste visuele effecten     | Avengers: Infinity War                                              | Genomineerd | [ 17 ]      |
| 2019 | Screen Actors Guild Awards | Beste acteer stunts        | Avengers: Infinity War                                              | Genomineerd | [ 18 ]      |